# Réserve de faune de Mandelia
La Réserve de faune de Mandelia (ou Mandélia) est une réserve de faune mesurant 1 380 km2 située au sud de Fort-Lamy, aujourd’hui N’Djamena, au Tchad créée le 7 octobre 1967 par le décret N°231-PR-EFPC-PNR.

## Localisation
Le territoire de la réserve de faune se situe au Tchad entre le fleuve Logone à l’ouest et le fleuve Chari à l’est, à quelques dizaines de kilomètres au sud de N’Djaména, en basse Mésopotamie Tchadienne, dans le sud-ouest tchadien. 

## Histoire du site et de la réserve
La réserve de faune de Mandelia a été créée le 7 octobre 1967 par le décret N°231-PR-EFPC-PNR, historiquement au sud de Fort-Lamy, dans l’objectif principal de préserver les girafes et les éléphants de la région.

## Biodiversité
La réserve de faune de Mandelia comprend un climat soudano-sahélien correspondant aussi à un climat tropical sec enrichissant sa biodiversité. La réserve de faune fut classée en raison de sa richesse faunistique et biologique, la région étant l’une des régions les plus giboyeuses du pays.